# Lotta greco-romana ai Giochi della XVI Olimpiade - Pesi leggeri
La competizione della categoria pesi leggeri (fino a 67 kg) di lotta greco-romana dei Giochi della XVI Olimpiade si è svolta dal 3 al 6 dicembre 1956 al Royal Exhibition Building di Melbourne

## Formato
Ad ogni incontro venivano assegnate le seguenti penalità:
- 0 = Al vincitore per schienata
- 1 = Al vincitore per decisione (verdetto di tre giudici)
- 2 = Allo sconfitto per decisione (1:2)
- 3 = Allo sconfitto per decisione (0:3) o schienata

Con cinque penalità o più il lottatore veniva eliminato.
I tre lottatori rimasti disputavano un torneo finale con i risultati acquisiti nel precedenti turni.

## Risultati
| Legenda                                  | Legenda |
| ---------------------------------------- | ------- |
| Lottatore con 5 penalità o più Eliminato |         |

### 1º Turno
Si è disputato il 3 dicembre.
| Vincitore        | Pen. | Risultato | Sconfitto        | Pen. |
| ---------------- | ---- | --------- | ---------------- | ---- |
| Dimitar Stoyanov | 1    | 3:0       | Olle Anderberg   | 3    |
| Kyösti Lehtonen  | 0    | Schienata | Tommy Evans      | 3    |
| Bartl Brötzner   | 1    | 3:0       | Vladimir Rosin   | 3    |
| Rıza Doğan       | 1    | 3:0       | Juan Rolón       | 3    |
| Gyula Tóth       | 0    | Schienata | Dumitru Gheorghe | 3    |

### 2º Turno
Si è disputato il 4 dicembre.
| Vincitore        | Pen. | Risultato  | Sconfitto      | Pen. |
| ---------------- | ---- | ---------- | -------------- | ---- |
| Kyösti Lehtonen  | 0    | Per Ritiro | Olle Anderberg | 6    |
| Dimitar Stoyanov | 2    | 3:0        | Tommy Evans    | 6    |
| Bartl Brötzner   | 2    | 2:1        | Rıza Doğan     | 3    |
| Gyula Tóth       | 1    | 2:1        | Vladimir Rosin | 5    |
| Dumitru Gheorghe | 4    | 3:0        | Juan Rolón     | 6    |

### 3º Turno
Si è disputato il 5 dicembre. 
| Vincitore       | Pen. | Risultato | Sconfitto        | Pen. |
| --------------- | ---- | --------- | ---------------- | ---- |
| Kyösti Lehtonen | 1    | 3:0       | Dimitar Stoyanov | 5    |
| Gyula Tóth      | 2    | 3:0       | Bartl Brötzner   | 5    |
| Rıza Doğan      | 4    | 3:0       | Dumitru Gheorghe | 7    |

### Turno finale
Si è disputato il  6 dicembre.
| Vincitore       | Pen. | Risultato | Sconfitto  | Pen. |
| --------------- | ---- | --------- | ---------- | ---- |
| Kyösti Lehtonen |      | 2:1       | Rıza Doğan |      |
| Rıza Doğan      |      | Schienata | Gyula Tóth |      |
| Kyösti Lehtonen |      | Schienata | Gyula Tóth |      |

## Classifica finale
| Pos.    | Atleta           | Nazione          | V.S. |
| ------- | ---------------- | ---------------- | ---- |
| Oro     | Kyösti Lehtonen  | Finlandia        | 2:0  |
| Argento | Rıza Doğan       | Turchia          | 1:1  |
| Bronzo  | Gyula Tóth       | Ungheria         | 0:2  |
| 4       | Bartl Brötzner   | Austria          |      |
| 5       | Dimitar Stoyanov | Bulgaria         |      |
| 6       | Dumitru Gheorghe | Romania          |      |
| 7       | Vladimir Rosin   | Unione Sovietica |      |
| 8       | Juan Rolón       | Argentina        |      |
| 8       | Tommy Evans      | Stati Uniti      |      |
| 10      | Olle Anderberg   | Svezia           |      |